# Ätt
Ätt är en beteckning på flera typer av släktgrupperingar, främst under nordisk tidig medeltid. Ordet används också för att beteckna kungliga och adliga släkter oavsett ålder på dessa.

## Etymologi
Ordet ättling finns i svenska, norska och danska i betydelsen 'efterkommande, avkomma', och i isländskan i ættingi, 'släkting'. Det är identiskt med gotiska aihts, 'egendom', och den ursprungliga betydelsen tycks ha varit 'de som hör samman', 'de anhöriga'.
Ordet är ett speciellt nordiskt uttryck och finns inte i engelskan och tyskan, trots språkens nära släktskap. I betydelsen 'efterkommande' finns det inte heller i isländskan, som här i stället använder afkomandi. Liknande uttryck används även i de skandinaviska språken och i danskan ska ordet efterkommer vara det vanligaste.

## Ättgemenskap
Dick Harrison menar att det som kan läsas ut ur de källor som omtalar ätter ger flera olika möjliga definitioner av ätter under medeltiden:
- Alla avkommor till en viss anfader eller anmoder. Detta är en unilinjär härstamningsgrupp.
- Alla människor en viss person var släkt med. Kognatisk och affinal släktskapsgrupp.
- Specifika, mer inskränkta, släktgrupper.

Detta innebar rimligen att en människa kunde räknas till mer än en ätt. Dessa kunde dessutom räknas på både fäderne och möderne. Utöver detta är inte mycket känt. Att vissa stormän använde metronymikon istället för det vanliga patronymikon kan dock ses som att moderns börd ibland sågs som viktigare att framhäva än faderns.
En annan infallsvinkel på ätten är att se den i dess relation till markägande, genom dess etymologiska koppling till egendom. I tre fall förekommer ätten som rättssubjekt i landskapslagarna, i Hälsingelagen och i Upplandslagen. Enligt detta sätt att se ätten sönderföll ätterna med tiden i byar.

## Ättledning
Enligt landskapslagarna skulle frigivna trälar "ättledas" för att bli en fullvärdig medlem av samhället. Exakt vad detta innebar i termer av påräknat släktskap är dock okänt.

## "Ättesamhället"
Under 1800-talet uppstod i Tyskland, främst bland rättshistoriker, en idé om ett gammalt "ättesamhälle", där ätten skall ha varit den grundläggande tankemodellen under germansk forntid: människorna skall ha tänkt, levt och stridit för sina, väl definierade ätter, och ur dessa fått vad hjälp och skydd som stod att få. Idén levde vidare långt in på 1990-talet, stödd på bland annat isländska sagor och nordiska landskapslagar, varur man bland annat hämtade idén att bördsrätten till jord var en försvagad form av en gammal ägandeform där ätten ägde jorden. En annan idé var att ätten hade någon form av kultgemenskap.
En vanlig definition av ättesamhället utgår från markägandet och bördsrätten till mark, och det att marken skulle ha upptagits från res nullius (en princip för erhållande av privat ägande). Det var under medeltiden bevisligen en stark åtskillnad mellan arvejord och avlingejord vilket ledde till att samma jord stannade i samma ätt så länge som det fanns ättlingar, och de som ägt samma mark länge kallades odal. Detta har ibland tagits som belägg för det ursprungliga i kollektiva ägande- och levnadformer (som på landsbygden funnits åtminstone sedan medeltiden i form av olika slag av allmänningar och tegsodlingar). Mot detta har till exempel David Gaunt 1996 försökt argumentera för ett individuellt ägandebegrepp under förhistorisk tid, varmed själva förutsättningarna för ett ättesamhälle skulle falla.
Numera är dessa idéer enligt Dick Harrison i stort sett övergivna, eftersom de inte går att belägga i historiska källor: de gånger ätter verkligen omtalas är de varken väl avgränsade eller försedda med specifika juridiska funktioner eller religiösa särdrag.